# (4057) Demofonte
(4057) Demofonte es un asteroide perteneciente a los asteroides troyanos de Júpiter descubierto el 15 de octubre de 1985 por Edward L. G. Bowell desde la Estación Anderson Mesa, en Flagstaff, Estados Unidos.

## Designación y nombre
Demofonte recibió al principio la designación de 1985 TQ.
Más tarde, en 1997, se nombró por Demofonte, un personaje de la mitología griega.

## Características orbitales
Demofonte está situado a una distancia media del Sol de 5,261 ua, pudiendo alejarse hasta 5,886 ua y acercarse hasta 4,637 ua. Tiene una inclinación orbital de 2,874 grados y una excentricidad de 0,1187. Emplea 4408 días en completar una órbita alrededor del Sol.

## Características físicas
La magnitud absoluta de Demofonte es 10,1 y el periodo de rotación de 29,31 horas.